# Марк Елліс
Марк Елліс (англ. Mark Ellis; нар. 16 серпня 1960, Лондон) — британський продюсер і звукорежисер.

## Біографія
Марк Елліс народився 16 серпня 1960 року в Лондоні. Музична кар'єра Флад почалася у 1978 році, коли він отримав роботу кур'єра в Morgan Studios в Лондоні.
У вересні 1980 року, як гітарист він бере участь у гурті Seven Hertz, яка записує альбом та тиражує на касетах альбом «Forbidden Frequency». Альбом включив 7 оригінальних пісень, а також кавер версію пісні The Velvet Underground «White Light/White Heat», але власники прав на пісню заборонили вихід каверу.
1981 року він почав самостійно працювати на студії, відкривши свій рахунок великих студійних проєктів як асистент інженера на дебютному альбомі New Order-Movement. У цій ролі він встиг попрацювати з Soft Cell, Psychic TV, і Cabaret Voltaire, так само як поінженеріл з Ministry's над With Sympathy, до того як йому вдалося реалізувати свій самостійний продюсерський проєкт з Nick Cave and the Bad Seeds, які записали з його допомогою From Her to Eternity (1983—1984). Потім пішли The Firstborn Is Dead (1984), Kicking Against the Pricks (1985—1986), Your Funeral… My Trial (1986), Tender Prey (1987—1988) та The Good Son (1989). Також він працював інженером з Erasure, над альбомами Wonderland (1986) та The Circus (1987).
1987 року в Флад трапився перший великий комерційний прорив, коли він як інженер взяв участь у роботі над альбомом U2 The Joshua Tree разом з продюсерами альбому Brian Eno та Daniel Lanois. Після цього він працював з The Silencers над A Blues for Buddha, Nine Inch Nails над Pretty Hate Machine, Depeche Mode — Violator, і Pop Will Eat Itself над This is the Day, This is the Hour, This is This.
В 1991 він знову працював з U2 над Achtung Baby, разом з Brian Eno, Daniel Lanois та Steve Lillywhite
1992 рік побачив роботу Флад як продюсера другого альбому гурту The Charlatans, Between 10th And 11th. Теплий прийом з яким зустріли альбом був абсолютно заслуженим.
В 1993 році, Флад своїми інженерними подвигами заслужив право вже продюсувати альбоми U2, розділивши славу разом з Brian Eno на Zooropa. У тому ж році він об'єднався з Depeche Mode в роботі над альбомом Songs of Faith and Devotion.
В 1994, він знову працює з Nine Inch Nails, в цей раз над новаторським The Downward Spiral.
В 1995 Флад працює з двома вельми успішними командами — The Smashing Pumpkins, над Mellon Collie and the Infinite Sadness, розділивши успіх з постійним партнером команди Alan Moulder, і над альбомом To Bring You My Love PJ Harvey, обидва альбоми стали найбільшими хітами 95-го. Після цього Флад трохи асистував Nellee Hooper в роботі над альбомом Becoming X групи The Sneaker Pimps' Becoming X
В 1997, Флад об'єднався з U2 для випуску Pop. У наступному році він допомагав Біллі Коргану та Brad Wood в роботі над черговим альбомом The Smashing Pumpkins — Adore і виступив як співпродюсер альбому PJ Harvey's — Is This Desire?.
У 2000, він виступав сопродюссером Machina/The Machines of God, The Smashing Pumpkins, разом з Corgan. Теж саме щодо альбому Loveboat Erasure в цьому ж році.
У 2002 він працював сопродюсером над альбомом I To Sky, групи JJ72.
У 2003 його можна побачити на альбомі Gary Numan а Hybrid, для якого він переробив пісню «Cars».
У 2004 він продюсував для нової Лондонській команди The Duke Spirit's дебютний альбом «Cuts Across The Land», який не був реалізований вследствии фінансових труднощів рекорд компанії City Rockers, в цьому році, а вийшов роком пізніше на Polydor. Група з розряду Yeah Yeah Yeahs, Razorlight та Kasabian. У тому ж році виступив співпродюсером на альбомі U2 How to Dismantle an Atomic Bomb.
Влітку 2005 він працював над восьмим альбомом A-ha, який вийшов у листопаді 2005. Також в 2005 року він встиг попрацювати з бельгійською командою Soulwax над альбомом Any Minute Now.
Пізніше в 2005 та на початку 2006, Флад мікшує новий альбом Placebo's Meds, який вийшов у березні 2006.
У 2006-му він виступив в ролі сопродюсера нового альбому The Killers' — Sam's Town разом зі своїм приятелем, англійським продюсером Alan Moulder. Sam's Town вийшов в королівстві другого жовтня, а в Америці третього.
Пізніше в 2006 Flood ремікшірует дебютний сингл нової команди Dark Room Notes, «Love Like Nicotine», який виходить в червні 2007.
На початку 2007, він виступає співпродюсером останнього альбому PJ Harvey White Chalk разом з John Parish та PJ Harvey (вересня 2007).
А зовсім недавно він продюсував прийдешній альбом Goldfrapp, який назвали Seventh Tree, він вийде лише в лютому. А в кінці листопада Флад злітав в Ісландію, де допоміг продюсувати новий альбом Sigur Ros.